# 阿斯纳维·芒库阿拉姆
阿斯纳维·芒库阿拉姆（1999年10月4日—）是印尼足球运动员，司职后卫。目前效力K联赛2俱乐部全南天龙，同时也代表印度尼西亚国家足球队。

## 荣誉

### 俱乐部
望加锡
- 印尼盃冠军：2018–19

### 国家队
印尼U–16
- 東南亞足協U-16青年錦標賽亚军：2013

印尼U–19
- 東南亞足協U-19青年錦標賽季军：2017、2018

印尼U–23
- 东南亚运动会
  - 银牌 ：2019
  - 铜牌：2017、2021
- 东南亚U23锦标赛冠军：2019

印尼
- 东南亚足球锦标赛亚军：2020